# Делта IV
Делта IV је активна ракета носач из Делта фамилије. Ракету је дизајнирао Боинг и њени главни сегменти се производе у граду Декејтур у савезној држави Алабами, док се коначно састављање у конфигурацију за лет одвија на самом месту лансирања. Ракете су дизајниране специфично за потребе лансирања сателита за Америчко ратно ваздухопловство, али и за комерцијалне сателите. Ракета Делта IV је доступна у пет конфигурација: Медијум, Медијум+ (4,2), Медијум+ (5,2), Медијум+ (5,4), and Хеви, и све су посебно дизајниране за лансирање терета разних величина и маса.